# Megami Tensei
Megami Tensei (女神転生?  "Gudinnans återfödelse"), ofta förkortat till Megaten (メガテン?), och tidigare utgivet i Nordamerika som Revelations Series, är en datorrollspelsserie som utvecklas och ges ut av Atlus till en mängd olika plattformar. Den baserades ursprungligen på Aya Nishitanis bokserie Digital Devil Story, och har blivit en av de stora serierna på den japanska datorrollspelsmarknaden. Det första spelet, Digital Devil Story: Megami Tensei, släpptes till Famicom den 11 september 1987.
Medan majoriteten av spelen i serien har självständiga berättelser, finns det ett antal saker som förekommer i de flesta av dem. Demoner och mytologi är med i alla Megami Tensei-spel, och i de flesta går det att rekrytera demoner till sin spelarfigurs trupp, ofta genom att förhandla med dem och erbjuda dem pengar, magnetit och andra föremål som betalning.

## Spel i serien
Huvudserien
- Digital Devil Story: Megami Tensei (1987)             (Famicom, Super Famicom)
- Digital Devil Story: Megami Tensei II (1990)          (Famicom, Super Famicom)
- Shin Megami Tensei (1992) (Super Famicom, PS1, GBA, iOS, Android)
- Shin Megami Tensei II (1994) (Super Famicom, PS1, GBA, iOS, Android)
- Shin Megami Tensei III: Nocturne (2003) (PS2, PS4, Switch, Windows) (Lucifer's Call i Europa)
- Shin Megami Tensei IV (2013) (3DS)
- Shin Megami Tensei IV: Apocalypse (2016) (3DS) (Final i Japan)
- Shin Megami Tensei V (2021) (Switch)
- Shin Megami Tensei V: Vengeance (2024) (Switch, PS4, PS5, Windows, Xbox One, Series X/S)

## Underserier
Utöver ursprungsserien, som består av de två spelen Digital Devil Story: Megami Tensei och Digital Devil Story: Megami Tensei II, samt deras remake Kyuuyaku Megami Tensei, har Megami Tensei-serien fått flera underserier och spinoffs, varav vissa i sin tur har fått ytterligare underserier och spinoffs. De olika serierna har olika gameplay och teman.
Shin Megami TenseiEn gameplaymässig och tematisk fortsättning på ursprungsserien. Shin Megami Tensei if... introducerar en high school-miljö, och leder tematiskt och berättelsemässigt vidare till Persona. Serien har även fått två MMORPG-spinoffs, och en crossover med Fire Emblem.
Devil SummonerDe två första spelen är gameplaymässigt lika Shin Megami Tensei, men överger de apokalyptiska teman och utspelar sig i ett modernt Japan med science fiction-tema. Raidou Kuzunoha-spelen förflyttar handlingen bakåt i tiden till Japan innan andra världskrigets utbrott, och övergår från turordningsbaserad gameplay till action.
Devil ChildrenEn förenklad version av Shin Megami Tensei med barn som målgrupp. Den har fått tre spinoffs; ett med samlarspelkort-baserad gameplay, ett pusselspel, och ett realtidsstrategispel.
Majin TenseiEn turordningsbaserad strategispelserie.
Megami Tensei GaidenEn förenklad version av Megami Tensei med barn som målgrupp, som utspelar sig i en fantasymiljö istället för i Japan.
Megami IbunrokuEn grupp spelserier med stort fokus på berättelseteknik och figurer, och som utspelar sig i ett nutida Japan.
PersonaHandlar om personer med förmågan att frammana delar av sina psyken i fysisk form, så kallade "Personas", för att bekämpa demoner och skuggor. Den följer berättelse- och temamässigt upp Shin Megami Tensei if.... Serien har fått spinoffs med fighting- och dansteman.
Devil SurvivorEn turordningsbaserad strategispelserie, i vilken huvudfigurerna blir inspärrade i Tokyo under en demoninvasion.
Digital Devil SagaGameplaymässigt liknande Shin Megami Tensei-serien, men utspelar sig i en postapokalyptisk värld med hinduiska teman, och istället för att rekrytera demoner till sin trupp så förvandlas spelarfigurerna fram och tillbaka mellan människa och demon.